# Ягш, Паулина
Паулина Ягш (нем. Pauline Jagsch; род. 13 марта 2003, Берлин) — немецкая гребчиха на байдарках, серебряный призёр летних олимпийских игр 2024 года, бронзовый призёр чемпионата Европы 2025 года. Участница летних Олимпийских игр 2024 года.

## Биография
Паулина Ягш родилась 13 марта 2003 года в Берлине. Греблей начала заниматься с пятилетнего возраста.

## Карьера
На чемпионате мира 2021 года среди спортсменов не старше 23-х лет завоевала две серебряные медали в байдарках-одиночках и двойках на дистанции 500 метров.
На летних Олимпийских играх 2024 года в Париже немецкая спортсменка завоевала серебряную олимпийскую медаль в байдарках-четвёрках на дистанции 500 метров.
В 2025 году на чемпионате Европы в Рачице в четвёрках на дистанции 500 метров завоевала бронзовую медаль, а в двойках стала серебряным призёром. 